# 미하라정 (히로시마현)
미하라정(三原町)은 히로시마현 미쓰기군에 설치되었던 정이다. 현재의 미하라시에 해당한다.